# 蒙特埃尔莫索
蒙特埃尔莫索（西班牙語：Montehermoso），是西班牙埃斯特雷马杜拉卡塞雷斯省的一个市镇。总面积95平方公里，总人口5491人（2001年），人口密度58人/平方公里。